# Лисовский, Ежи
Ежи Лисовский (пол. Jerzy Lisowski; 10 апреля 1928, Эпине-сюр-Сен, Франция — 11 сентября 2004, Варшава, Польша) — польский литературный критик, переводчик, редактор. Лауреат Государственной премии ПНР.

## Биография

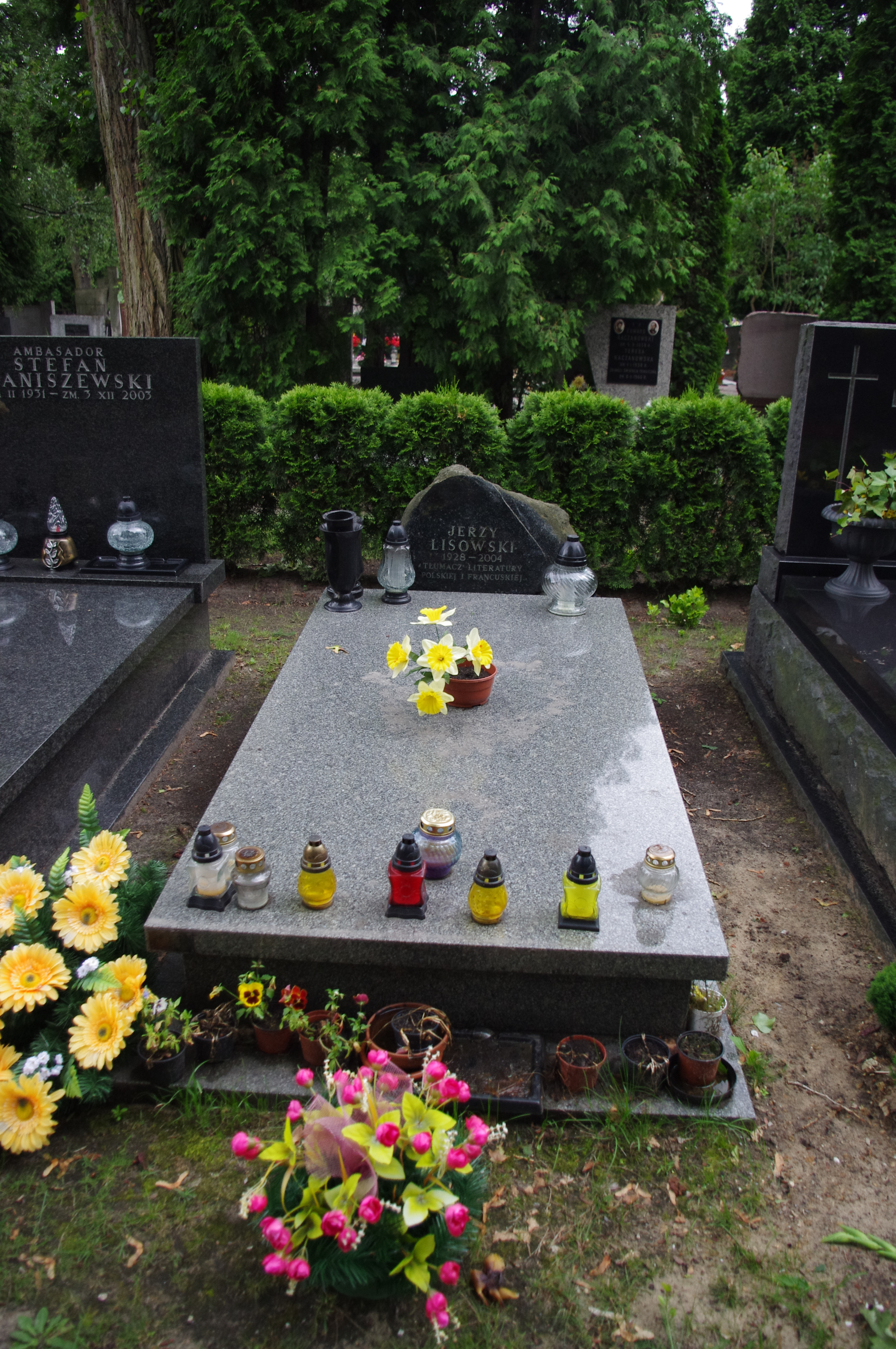
Могила Е. Лисовского на кладбище Воинские Повонзки

Сын поляка и француженки. Детство провёл на Волыни. Во время Второй мировой войны жил в Виллар-де-Лансе (Франция). Учился в Университете Лилля. Сторонник коммунистической идеологии.
Занимался переводами польской поэзии и литературы на французский и французской — на польский языки. Среди прочих, переводил произведения Р. Вайяна, П. Гамарра, Г. Желина, Э. Ионеско, Ж. Кабаниса, Р. Кено, А. Мальро, Э. Манета, Мюссе, П. Одиберти, А. Стиля, Т. Тцара и других, польских авторов Е. Анджеевского, В. Гомбровича, Я. Ивашкевича, Л. Кручковского, С. Мрожека, Т. Ружевича и других.
В 1950 году вернулся в Польшу, где сначала работал в театре Ополе, затем в издательстве Czytelnik в Варшаве, а с 1954 года в редакции литературного журнала «Twórczość». Был его главным редактором.
В 1968 году вышел из рядов ПОРП.
Похоронен в Варшаве на кладбище Воинские Повонзки.

## Награды
- Командор со звездой ордена Возрождения Польши (2003)[2].
- Государственная премия ПНР.
- Кавалер Ордена Почётного легиона (Франция)
- Кавалер Ордена Искусств и литературы (Франция)